# Dubovo (Tutin)
Pour les articles homonymes, voir Dubovo.
Dubovo (en serbe cyrillique : Дубово) est une localité de Serbie située dans la municipalité de Tutin, district de Raška. Au recensement de 2011, elle comptait 1 078 habitants.

## Démographie

### Évolution historique de la population
| 1948 | 1953 | 1961 | 1971 | 1981 | 1991 | 2002 | 2011  |
| ---- | ---- | ---- | ---- | ---- | ---- | ---- | ----- |
| 266  | 286  | 333  | 316  | 597  | 845  | 916  | 1 078 |

|  |